# Atete Corona
Atete Corona est une corona, formation géologique en forme de couronne, située sur la planète Vénus par -16° S et 243,5° E. Elle est localisée dans le quadrangle de Galindo. Elle a été nommée en référence à Atete, déesse Oromo (Éthiopie) de la fertilité. 

## Géographie et géologie
Atete Corona couvre une surface circulaire d'environ 600 km de diamètre. Cette formation fait partie des 34 coronae de plus de 500 km de diamètre sur la surface de Vénus.